# Зберськ-Кольонія
Зберськ-Кольонія (пол. Zbiersk-Kolonia) — село в Польщі, у гміні Ставішин Каліського повіту Великопольського воєводства.
Населення — 398 осіб (2011).
У 1975-1998 роках село належало до Каліського воєводства.

## Демографія
Демографічна структура станом на 31 березня 2011 року:
|          | Загалом | Допрацездатний вік | Працездатний вік | Постпрацездатний вік |
| -------- | ------- | ------------------ | ---------------- | -------------------- |
| Чоловіки | 199     | 45                 | 139              | 15                   |
| Жінки    | 199     | 42                 | 118              | 39                   |
| Разом    | 398     | 87                 | 257              | 54                   |